# Freilichtmuseum Neuhausen ob Eck
Das Freilichtmuseum Neuhausen ob Eck nordöstlich von Neuhausen ob Eck im Landkreis Tuttlingen ist eines von sieben regionalen ländlichen Freilichtmuseen in Baden-Württemberg. Es umfasst ein 18 Hektar großes Gelände im Naturpark Obere Donau.

## Touristische Bedeutung
Das im Juni 1988 eröffnete Museumsdorf wird alljährlich in der siebenmonatigen Saison von April bis Oktober von durchschnittlich rund 90.000 Gästen besucht. In der Saison 2011 kamen zum ersten Mal seit 20 Jahren mehr als 100.000 Besucher, wobei davon mehr als 11.000 Schüler das Museumsdorf über das Projekt „Schule im Museum“ kennengelernt haben.
Seit Mai 2008 ist das Freilichtmuseum außerdem eine von 26 Infostellen des UNESCO Geoparks Schwäbische Alb.

## Gebäude
Die mittlerweile 25 historischen Gebäude stammen aus den Regionen Schwäbische Alb, Schwarzwald, Hegau, Baar, Oberer Neckar und Bodensee.
Das Museumsdorf umfasst unter anderem das Backhaus Hölzle, den Schafstall Obernheim, die wasserradbetriebene Hochgangsäge vom Behlishof bei Unterkirnach, das Wasch- und Backhaus St. Georgen, Sommerau, das Kaufhaus Pfeiffer aus Stetten am kalten Markt, das Kleinbauernhaus Mennwangen sowie eine Seilerei aus Rottenburg. Die sorgfältig ausgewählten, am ursprünglichen Standort oft vom endgültigen Abriss bedrohten Gebäude wurden vorsichtig abgetragen und im Museum wieder aufgebaut.
Auch die Einrichtung erfolgte nach Befragungen früherer Bewohner oder unter Zuhilfenahme schriftlicher Unterlagen möglichst originalgetreu. Desgleichen wurden die Gärten und Hofbereiche dem sozialen und wirtschaftlichen Stand der ehemaligen Besitzer entsprechend gestaltet.
Die folgenden Kennzeichnungen A 1 bis E 1 entsprechen den im Museumsplan genannten Angaben der Gebäude in den unterschiedlichen Bereichen.

### Hofanlage
Gasthaus Ochsen (A 1)

Erbaut: 1707; Renoviert: 1864

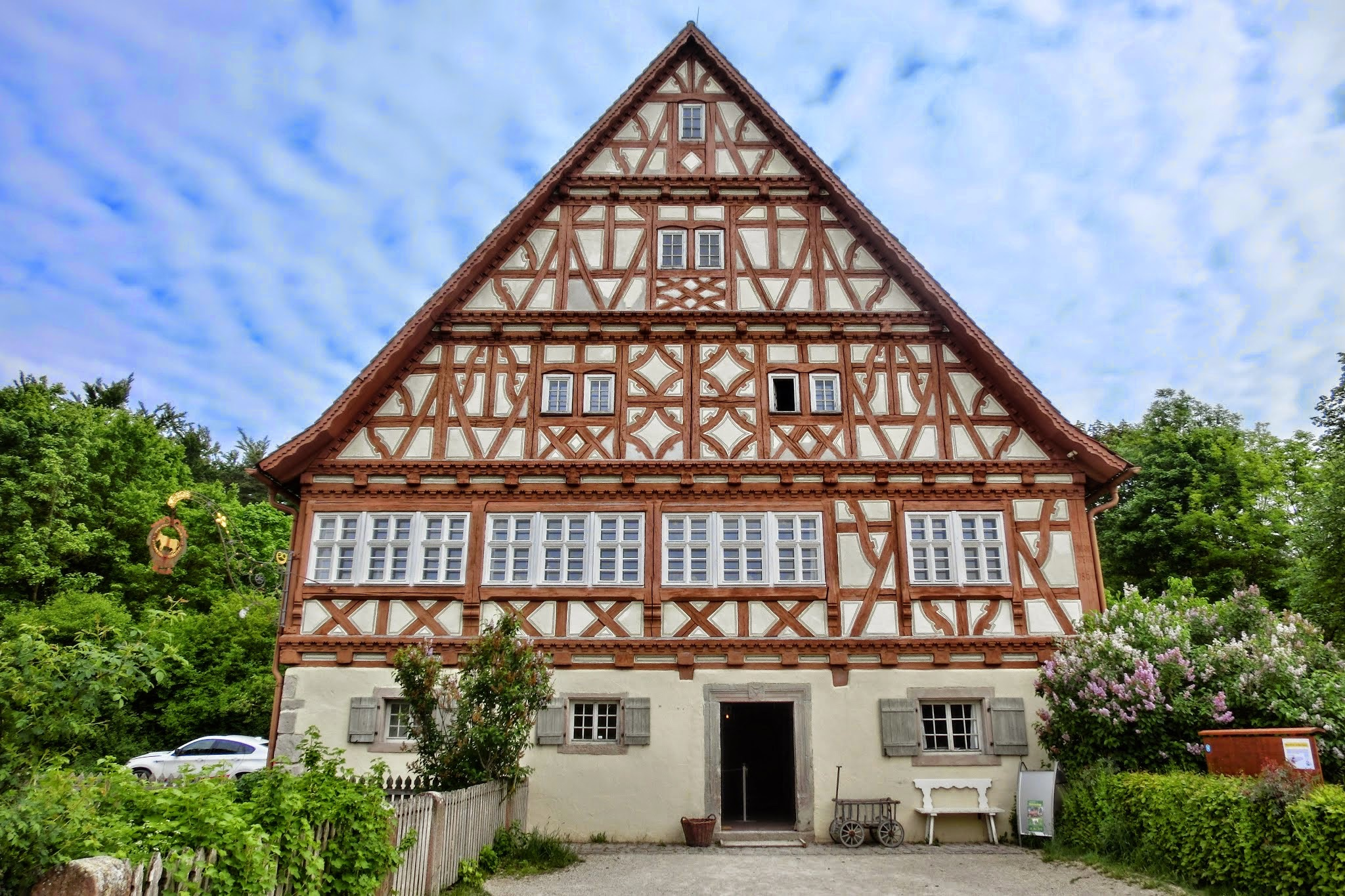
Gasthaus Ochsen

Darstellungszeit: 19./20. Jahrhundert

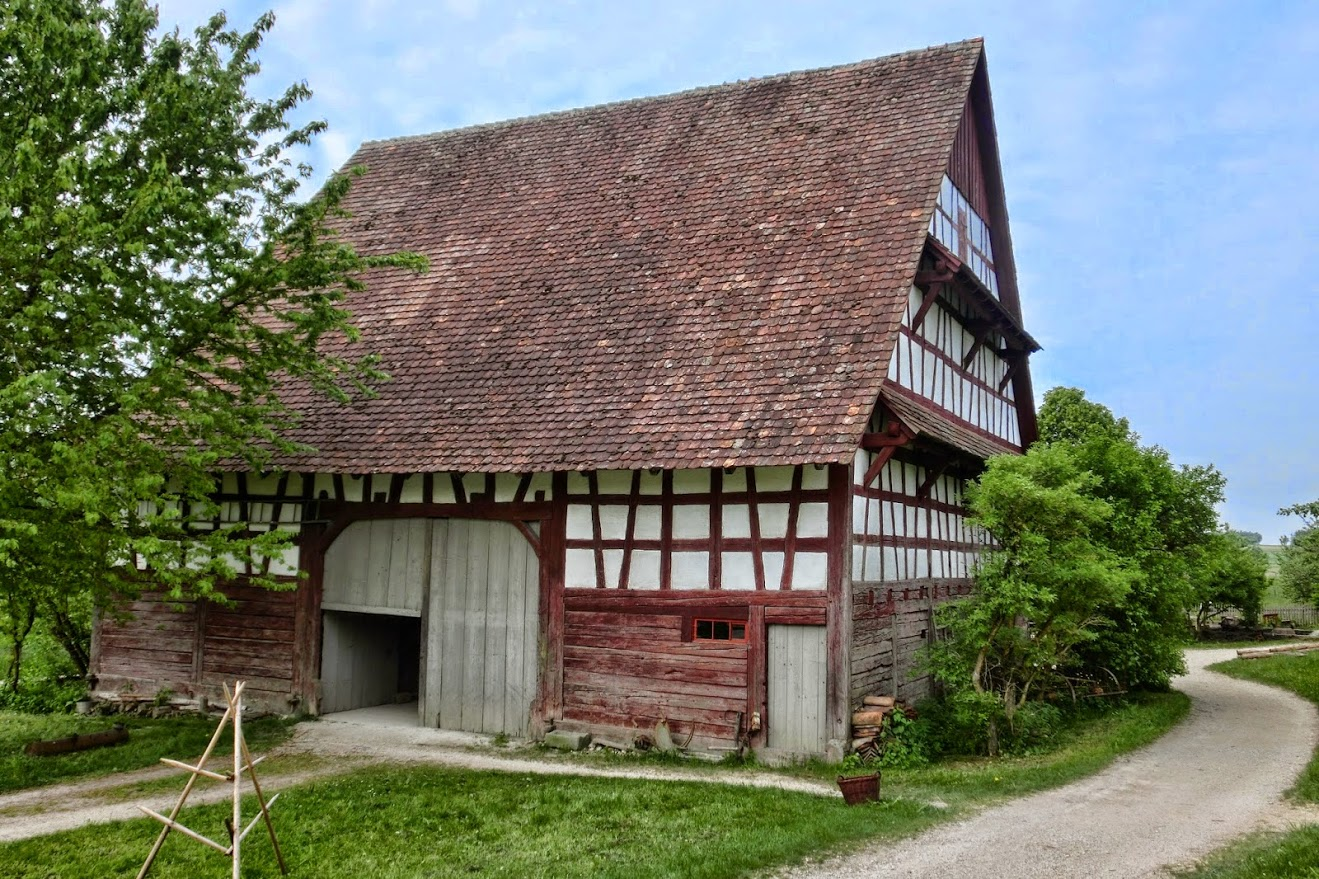
Stallscheune Haberstenweiler

Ursprünglicher Standort: Schopfloch im Landkreis Freudenstadt

Vom Reichtum seiner ehemaligen Besitzer zeugt unter anderem das fein gestaltete Fachwerk der Giebelseite. Bis 1951 war die ehemalige Schildwirtschaft an der Straße von Tübingen nach Straßburg in Betrieb.

Das Haus dient als Eingangsgebäude des Museums, im ersten Geschoss befindet sich eine Gastwirtschaft.
Stallscheune Haberstenweiler (A 2)
Erbaut: 1796

Darstellungszeit: 19. Jahrhundert

Ursprünglicher Standort: Stiefelhof in Salem-Haberstenweiler im Bodenseekreis
Bauernhaus Schömberg, sogenanntes Bärbele-Haus (A3)
Erbaut: nach 1750

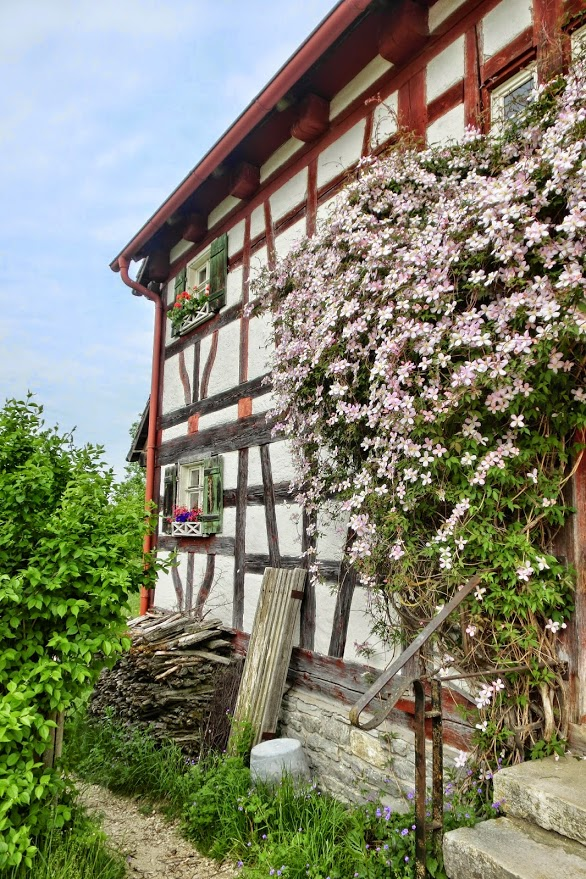
Bauernhaus Schömberg

Darstellungszeit: Erdgeschoss um 1870, Obergeschoss um 1920

Ursprünglicher Standort: Schömberg im Zollernalbkreis
Backhaus Hölzle (A4)

Erbaut: 19. Jahrhundert

Darstellungszeit: 19./20. Jahrhundert

Ursprünglicher Standort: Bietingen, Sauldorf im Landkreis Sigmaringen
Schafstall Obernheim (A5)

Erbaut: 1881/82

Ursprünglicher Standort: Obernheim im Zollernalbkreis

### Baugruppe Schwarzwald
Hausmühle Peterzell (B1)
Erbaut: 1767

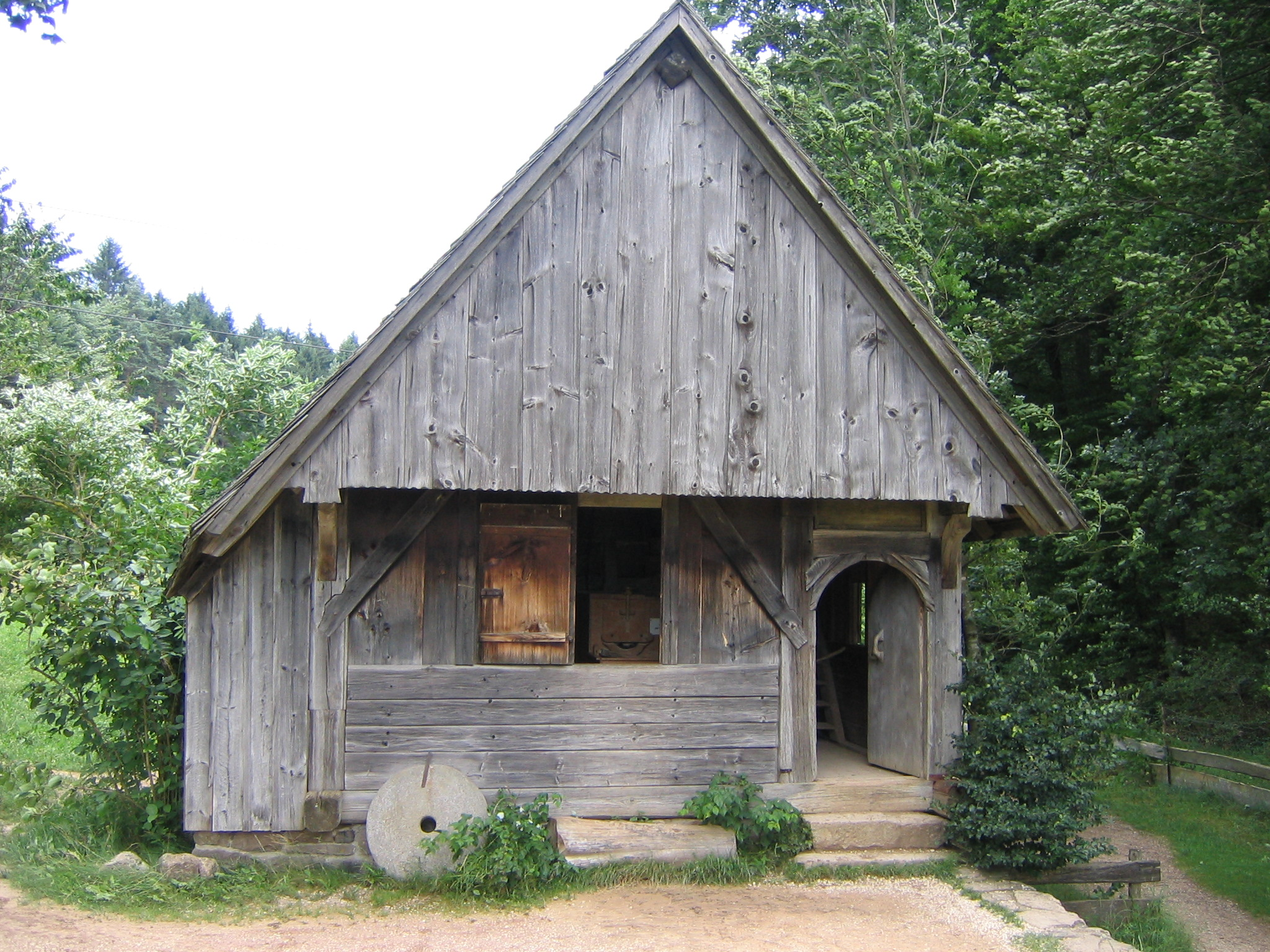
Getreidemühle

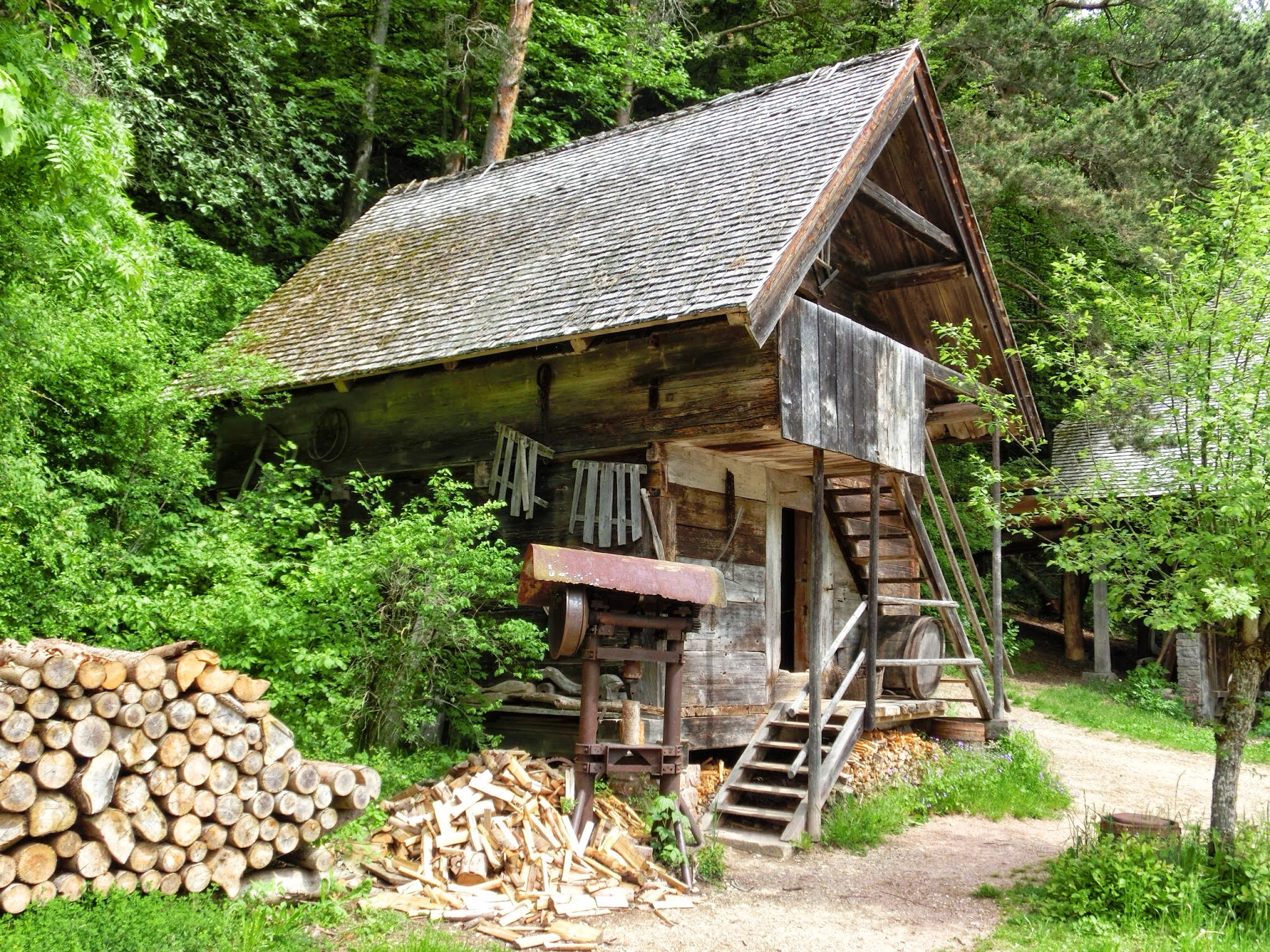
Speicher

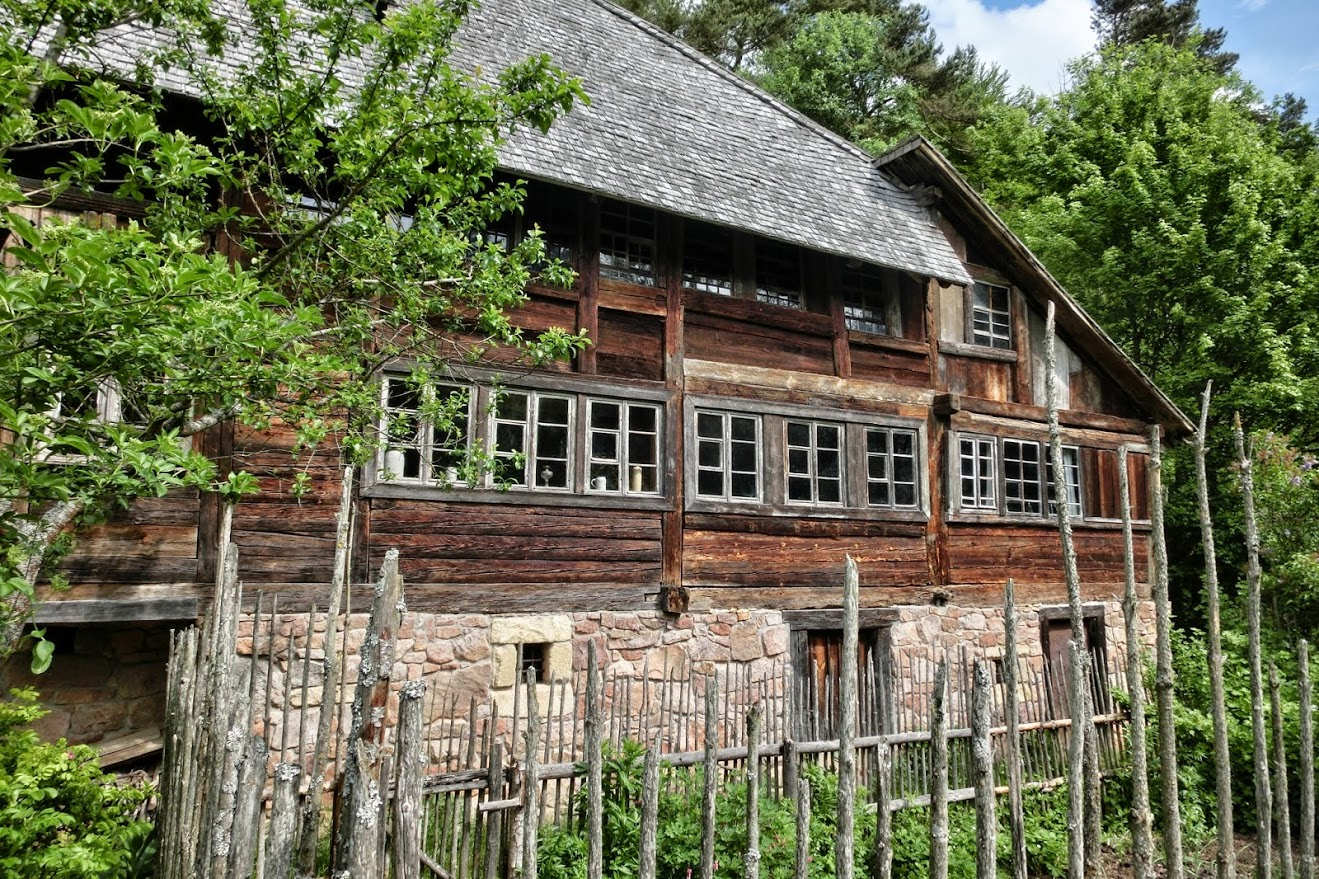
Haldenhof

Darstellungszeit: 19./20. Jahrhundert

Ursprünglicher Standort: das Harzerloch bei Peterzell in St. Georgen im Schwarzwald im Schwarzwald-Baar-Kreis

Die durch ein Wasserrad angetriebene Getreidemühle ist ein reiner Holzbau: das Ständergerüst bis auf Brüstungshöhe mit starken Holzbohlen, darüber mit senkrechten Brettern zwischen den Pfosten aufgefacht. Der offene Innenraum bietet genügend Kopfhöhe für das Beschütten des Mahlwerks. Sie war die Hausmühle vom Hochbronner Hof und machte den Waldbauern frei vom Bann an die Mühle des Grundherrn.
Hochgangsäge Unterkirnach (B2)

Erbaut: vor 1766

Darstellungszeit: 19./20. Jahrhundert

Ursprünglicher Standort: Behlishof in Unterkirnach im Schwarzwald-Baar-Kreis
Speicher Oberkirnach (B 3)
Erbaut: unbekannt

Darstellungszeit: 19./20. Jahrhundert

Ursprünglicher Standort: Stoffelhof in Oberkirnach in St. Georgen im Schwarzwald im Schwarzwald-Baar-Kreis
Haldenhof (B 4)
Erbaut: 1669

Darstellungszeit: 19./20. Jahrhundert

Ursprünglicher Standort: Schonach im Schwarzwald, Schwarzwald-Baar-Kreis
Back- und Waschhaus (B5)

Erbaut: um 1800

Darstellungszeit: 19. Jahrhundert

Ursprünglicher Standort: Vorderer Christhof in Sommerau bei St. Georgen im Schwarzwald-Baar-Kreis

### Albdorf
Dorfplatz mit ehemaligem Stadtbrunnen aus Tuttlingen (1873)
Tagelöhnerhaus (C 1)
Erbaut: Ende 18. Jahrhundert

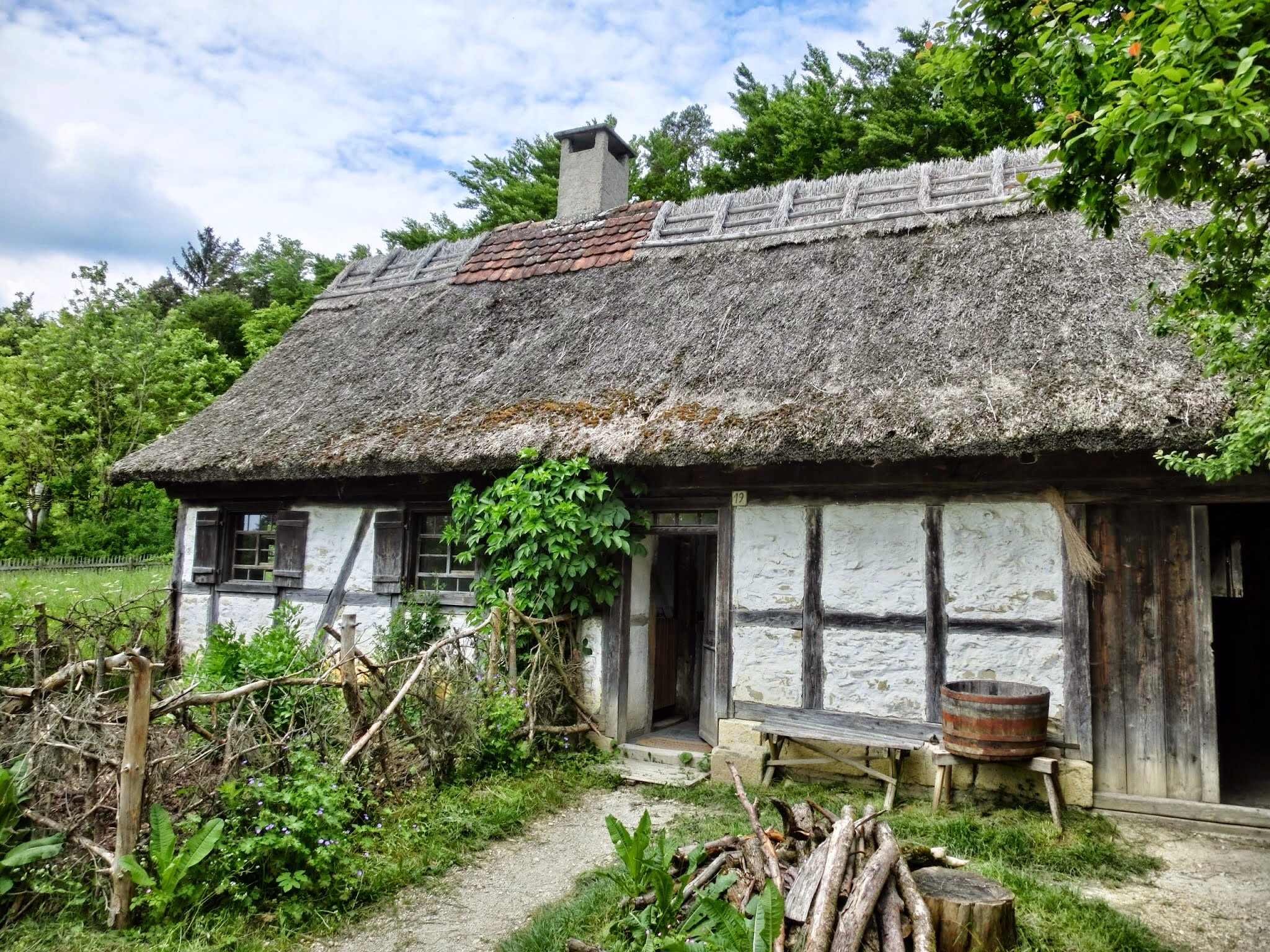
Tagelöhnerhaus

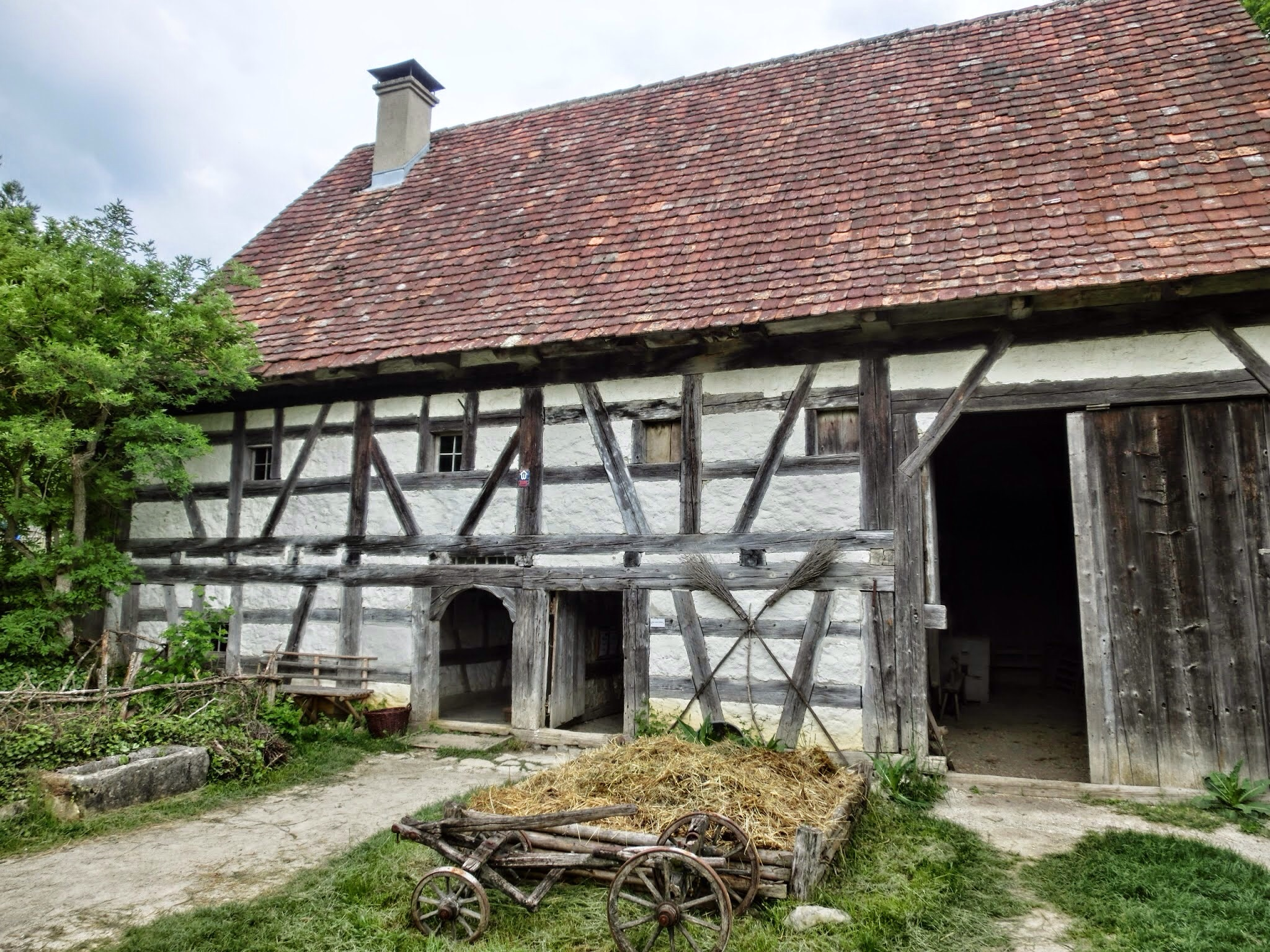
Weber- und Kleinbauernhaus

Darstellungszeit: Mitte 19. Jahrhundert

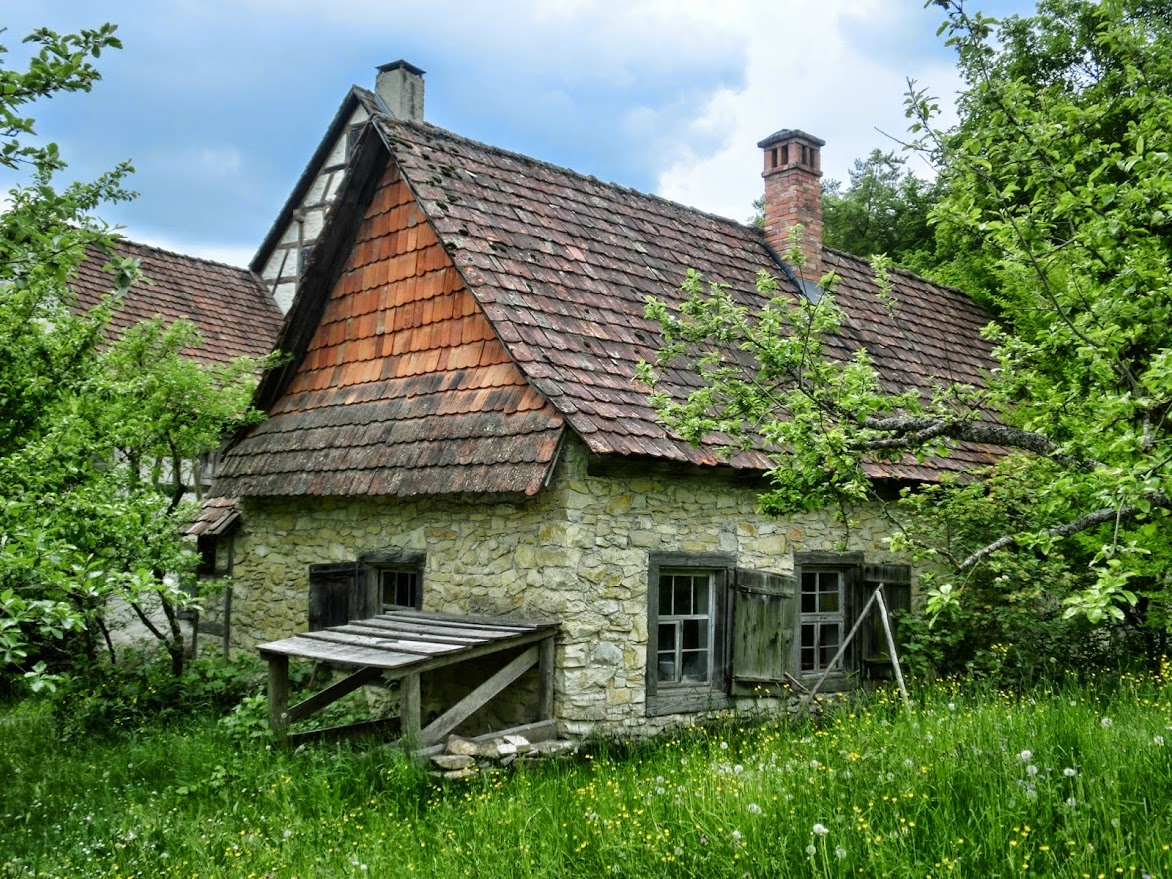
Hafnerei

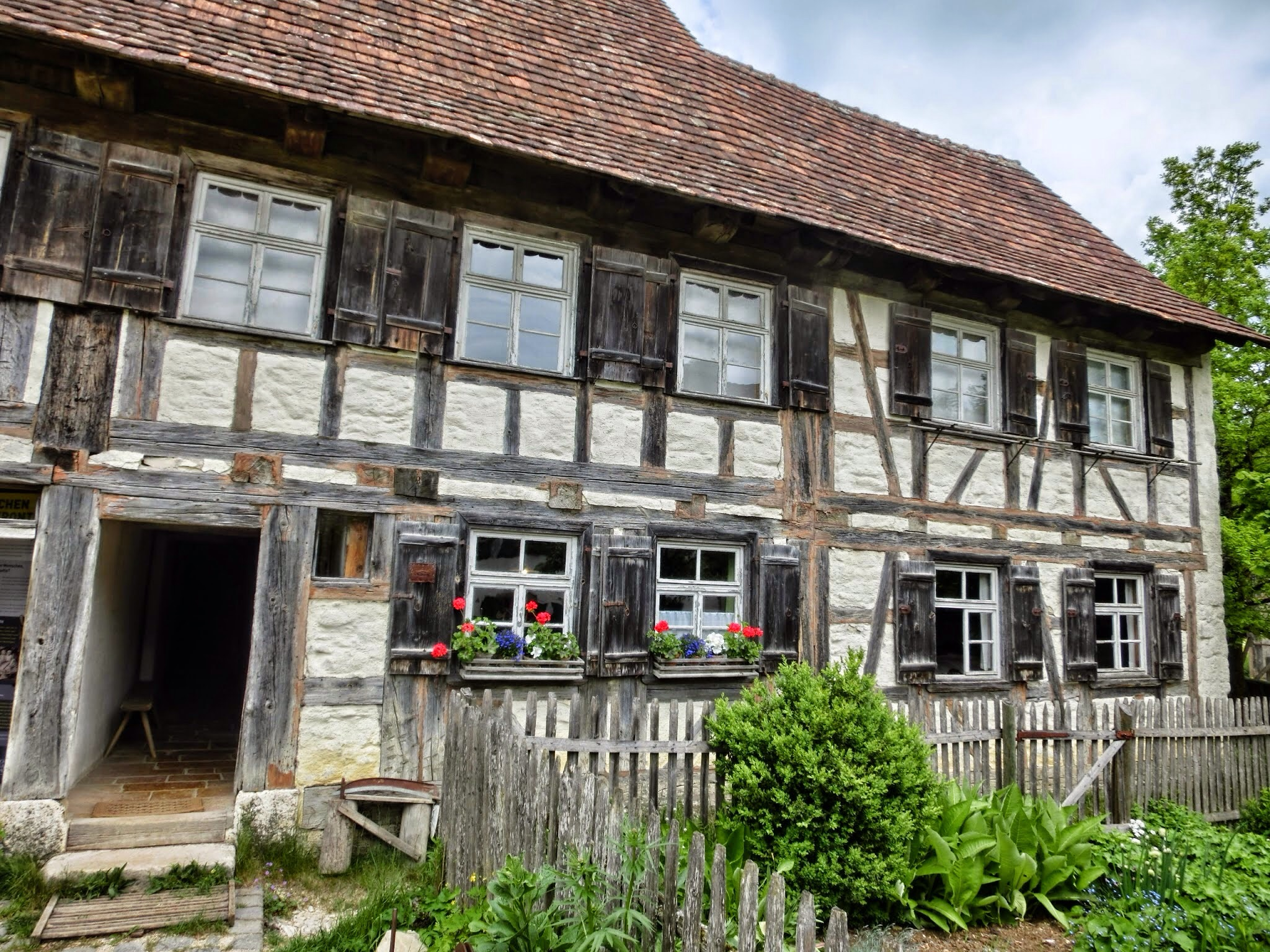
Bauernhaus Biehle

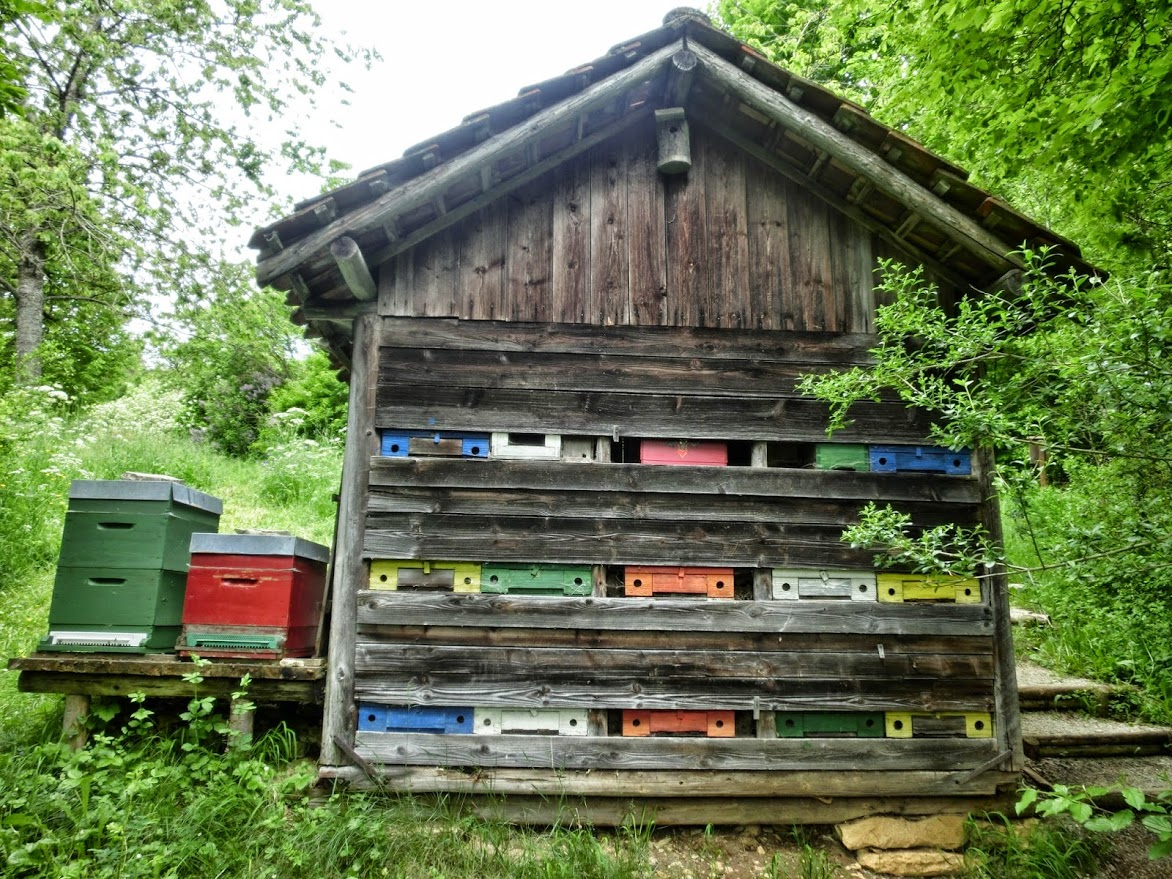
Bienenhaus

Ursprünglicher Standort: Delkhofen, Gemeinde Deilingen im Landkreis Tuttlingen

Weber- und Kleinbauernhaus (C 2)

Erbaut: 1683

Darstellungszeit: Mitte 19. Jahrhundert

Ursprünglicher Standort: Dautmergen im Zollernalbkreis
Schul- und Rathaus (C 3)
Erbaut: 1830

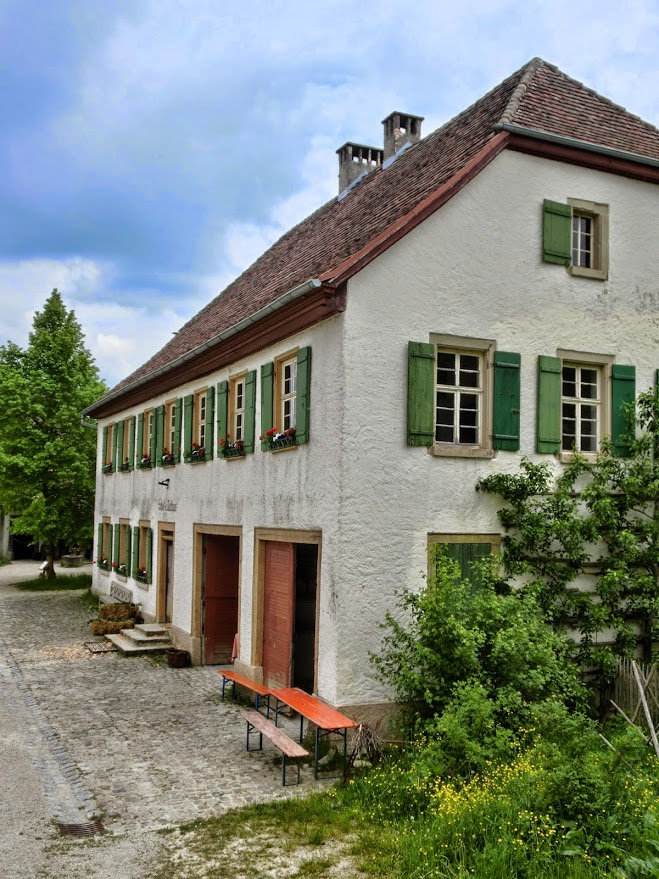
Schul- und Rathaus

Darstellungszeit: 19./20. Jahrhundert

Ursprünglicher Standort: Bubsheim im Landkreis Tuttlingen
Schmiede (C 4)
Erbaut: um 1690

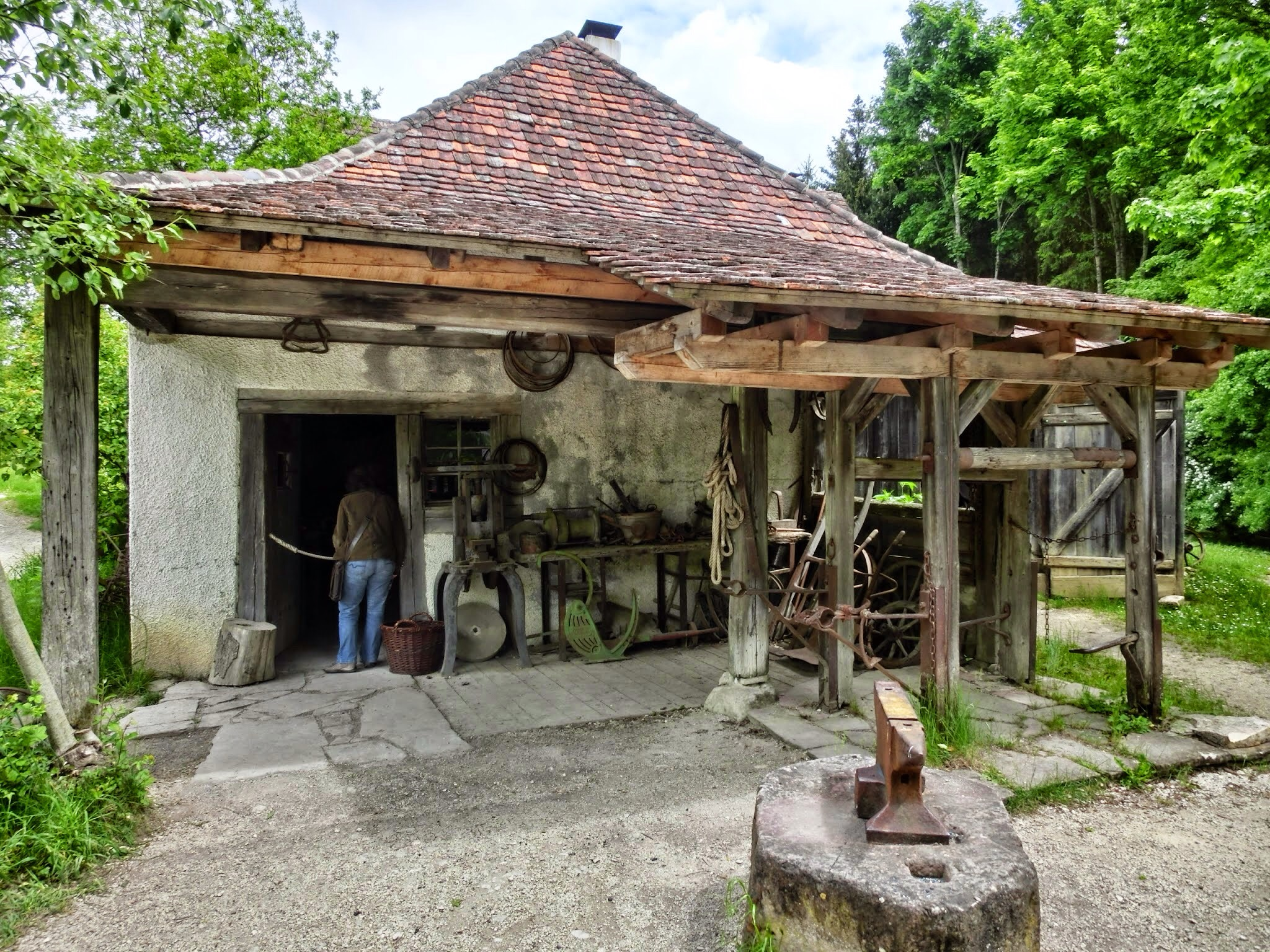
Schmiede

Darstellungszeit: Anfang 20. Jahrhundert

Ursprünglicher Standort: Durchhausen, Landkreis Tuttlingen

Die bis 1967 in Betrieb gewesene Schmiede hat zwei Anbauten und einem „Notstand“ – hier wurden Pferden die Hufeisen angebracht sowie Kühen und Ochsen die Klauen geschnitten.
Hüle

Viehtränke und Löschwasserteich auf der wasserarmen Schwäbischen Alb
Hafnerwerkstatt (C 5)
Erbaut: 1826

Darstellungszeit: 19. Jahrhundert

Ursprünglicher Standort: Neuhausen ob Eck
Bauernhaus Biehle (C 6)
Erbaut: 18. Jahrhundert

Darstellungszeit: um 1925

Ursprünglicher Standort: Neuhausen ob Eck

Das Biehle war ein Lehenshof des Klosters Allerheiligen in Schaffhausen, das in Neuhausen große Besitzungen hatte. Im Erdgeschoss ist unter anderem eine Schuhmacherwerkstatt eingerichtet, das Obergeschoss wird für Sonderausstellungen genutzt. Bis 2018 erläutert die Ausstellung „Zwischen den Fronten“ das Landleben zu Kriegszeiten.
Dorfkirche (C 7)

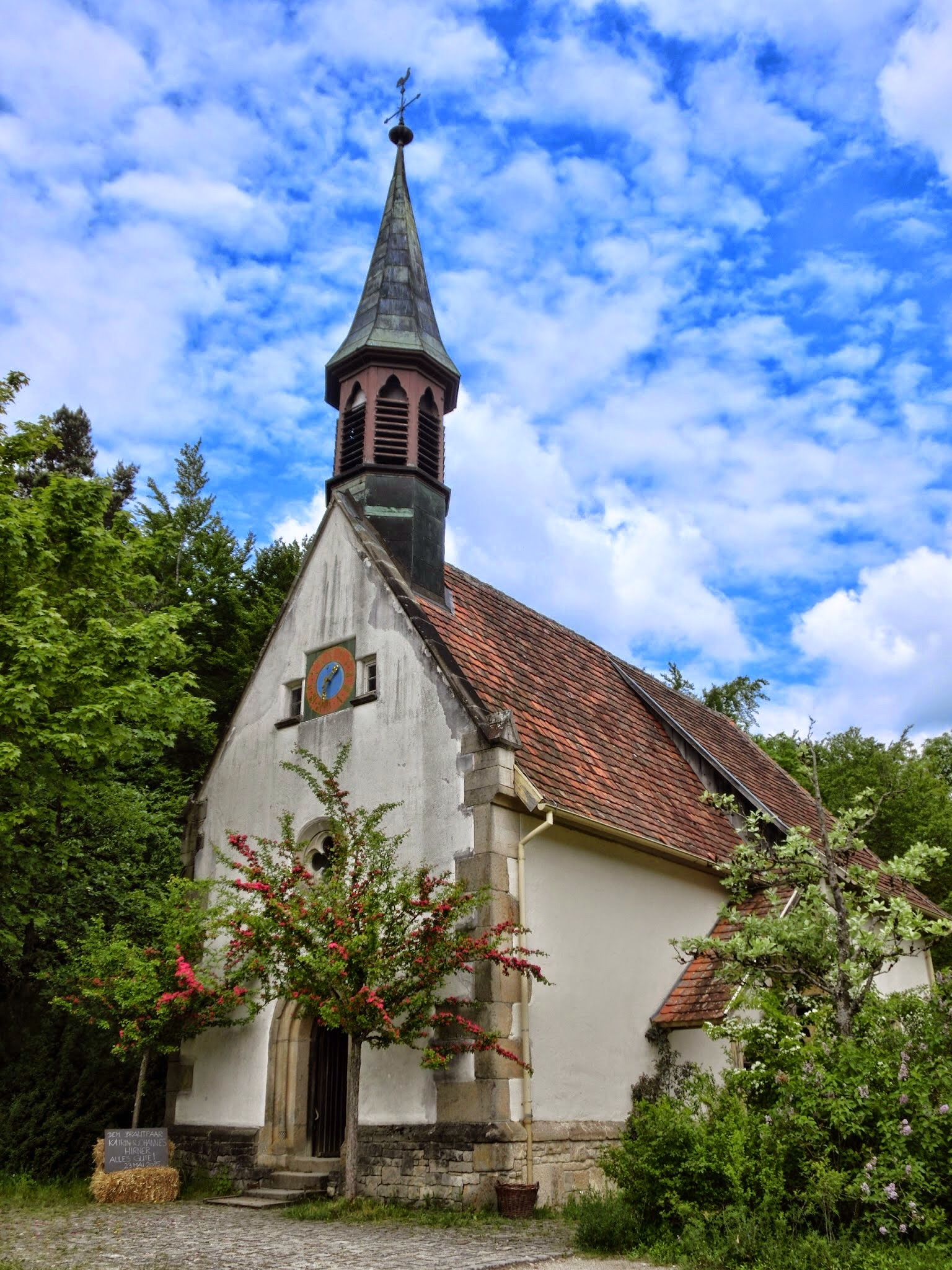
Dorfkirche

Erbaut: 15. Jahrhundert; Vergrößerung: zweite Hälfte des 18. Jahrhunderts

Darstellungszeit: 19. Jahrhundert

Ursprünglicher Standort: Tischardt, Gemeinde Frickenhausen im Landkreis Esslingen

Die kleine, evangelische Kirche mit spätgotischem Türgewand und Fenstereinfassung musste seinerzeit dem Ausbau der Tischardter Ortsdurchfahrt weichen. Sie ist unter anderem mit einer bis in den Chor reichenden Empore, Altar, Taufbecken sowie einem Harmonium ausgestattet.
Schaf- und Farrenstall (C 8)

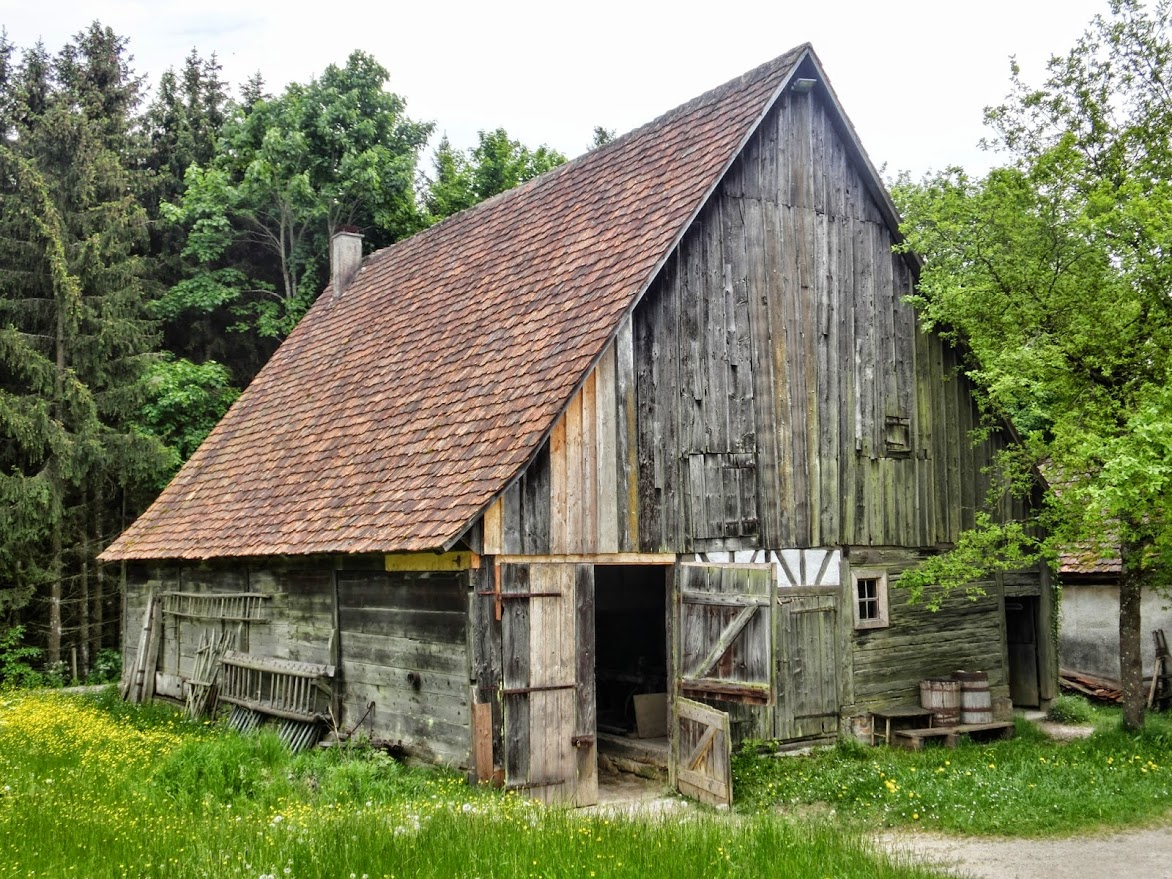
Schaf- und Farrenstall

Erbaut: um 1812; Abbau: 1989; Wiederaufbau: 1990/1991

Darstellungszeit: 19./20. Jahrhundert

Ursprünglicher Standort: Brittheim, Stadt Rosenfeld im Zollernalbkreis
Bienenhaus (C 9)
Erbaut: 1933

Darstellungszeit: 20. Jahrhundert

Ursprünglicher Standort: Aixheim, Gemeinde Aldingen im Landkreis Tuttlingen
Kaufhaus „Pfeiffer“ (C10)

Erbaut: 1852

Darstellungszeit: 20. Jahrhundert

Ursprünglicher Standort: Stetten am kalten Markt im Landkreis Sigmaringen

Das Kaufhaus (1925 bis 1995) zeigt ein großes Warensortiment; heute bietet das Museumslädele die Möglichkeit zum Einkauf von regionalen Produkten.

### Baugruppe Oberes Neckargäu/Albvorland
Bauernhaus Mariazell (E 1)
Erbaut: um 1606

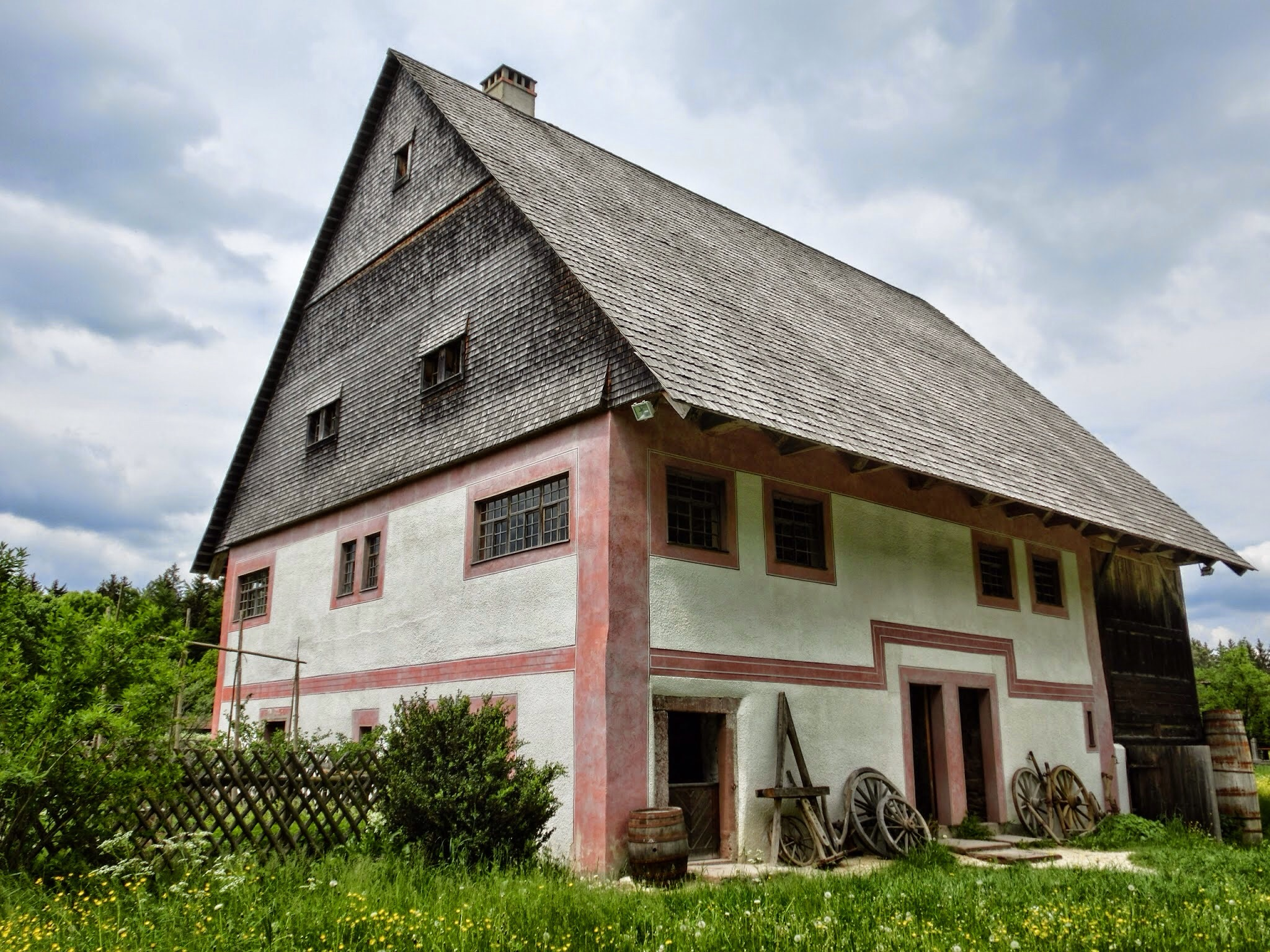
Bauernhaus

Darstellungszeit: 19./20. Jahrhundert

Ursprünglicher Standort: Mariazell, Gemeinde Eschbronn im Landkreis Rottweil
Bei Aufbau im Freilichtmuseum 1998 wurde das Bauernhaus durch einen Brand zerstört. Das Haus wurde daraufhin originalgetreu, aber aus neuem Holz, wieder aufgebaut.

### Sonstige
Kleinbauernhaus Mennwangen (D1)

Erbaut: vermutlich im 17. Jahrhundert

Darstellungszeit: 19. Jahrhundert

Ursprünglicher Standort: Mennwangen, Gemeinde Deggenhausertal im Bodenseekreis
Seilerei Rottenburg am Neckar (D2)
Erbaut: 1935

Darstellungszeit: 20. Jahrhundert

Ursprünglicher Standort: Rottenburg am Neckar im Landkreis Tübingen
Lagerschuppen Schramberg
Erbaut: 1923

Darstellungszeit: 20. Jahrhundert

Ursprünglicher Standort: Schramberg im Landkreis Rottweil

Der für Besucher nicht zugängliche Schuppen dient dem Museum als Depot und Werkstatt.

## Museumsangebote
Das Museum bietet ein umfangreiches Veranstaltungsprogramm mit vielen museumspädagogischen Angeboten, besonderen Aktionstagen und wechselnden Sonderausstellungen. Täglich gibt es Handwerker- und Technikvorführungen. Höhepunkte sind der Fuhrmannstag mit Vorführungen mit Kaltblutpferden, der bundesweite Mühlentag, bei dem das Museum seine Hochgangsäge aus dem Jahre 1780 und seine kleine Getreidemühle aus dem Jahr 1767 zeigt, der Volksmusiktag Baden-Württemberg mit traditioneller schwäbisch-alemannischer Volksmusik zahlreicher Volksmusikgruppen sowie das Museumsfest Kirbe.

Ein besonderes Projekt ist die „Historische Schweinehut“. Von Mai bis Oktober wird jeden Nachmittag eine freilaufende Schweineherde von der Schweinehirtin durch das Museumsdorf geführt.
Ein Hausierer versetzt die Besucher in Zeiten zurück, wo im Killertal noch 20 % der Einwohner im ambulanten Gewerbe tätig waren.
Für Schulklassen bietet das Museum zahlreiche themen- und handlungsorientierte Projekte im Rahmen des museumspädagogischen Angebotes „Schule im Museum“. Dabei erkunden bis zu zehn Schulklassen täglich das Museumsdorf. Weit über 10.000 Schüler und über 600 Schulklassen nutzen dieses Angebot in einer Saison. Zu den Projekten zählen Spinnen und Weben, Flachsverarbeitung, Kochen in der alten Museumsküche, Schmieden in der Dorfschmiede, Lehmstreichen beim Fachwerkbau, Pflügen, Dreschen oder Backen beim Backhäusle mit Mehl aus der Mühle.

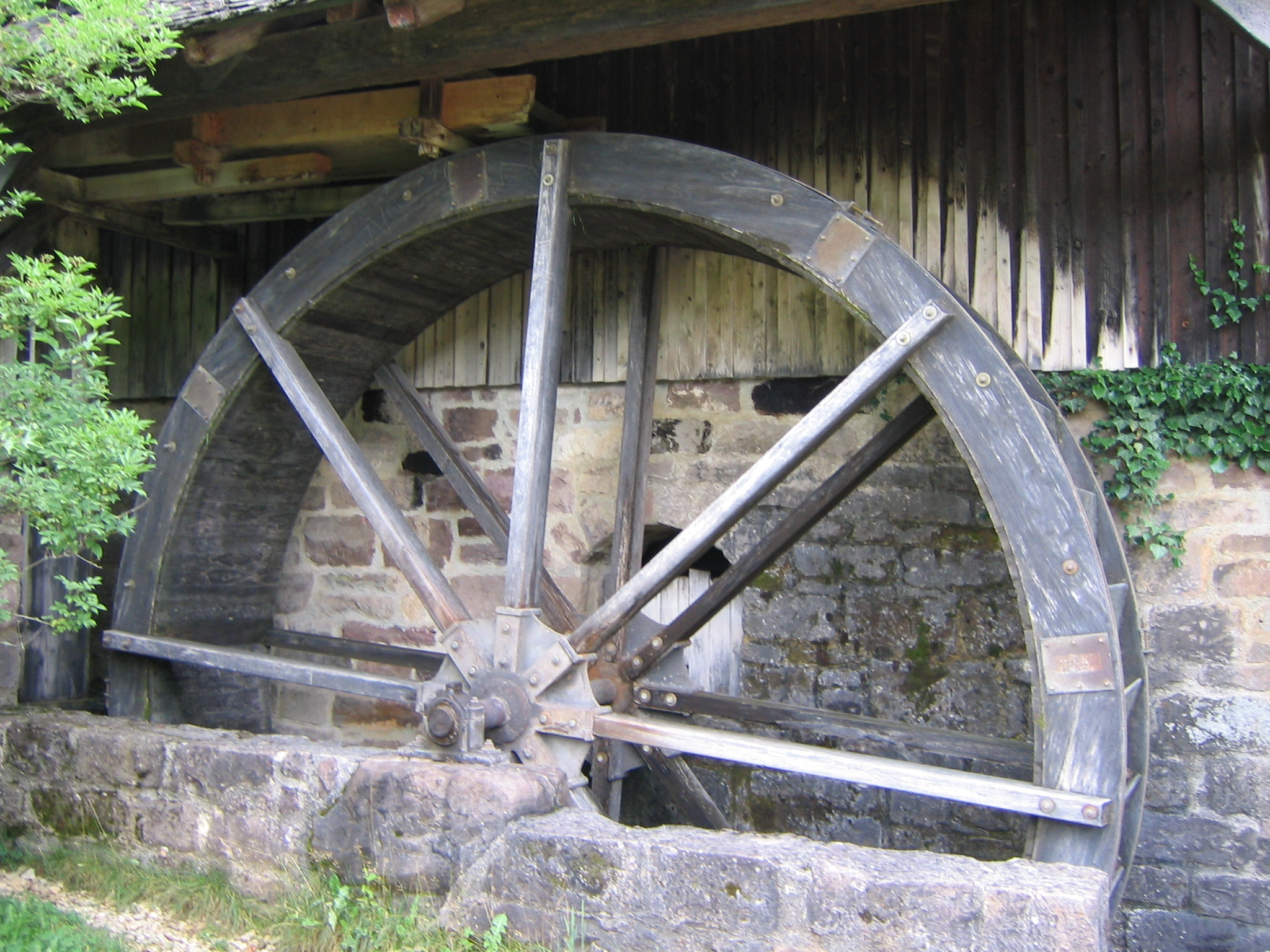
Wasserrad
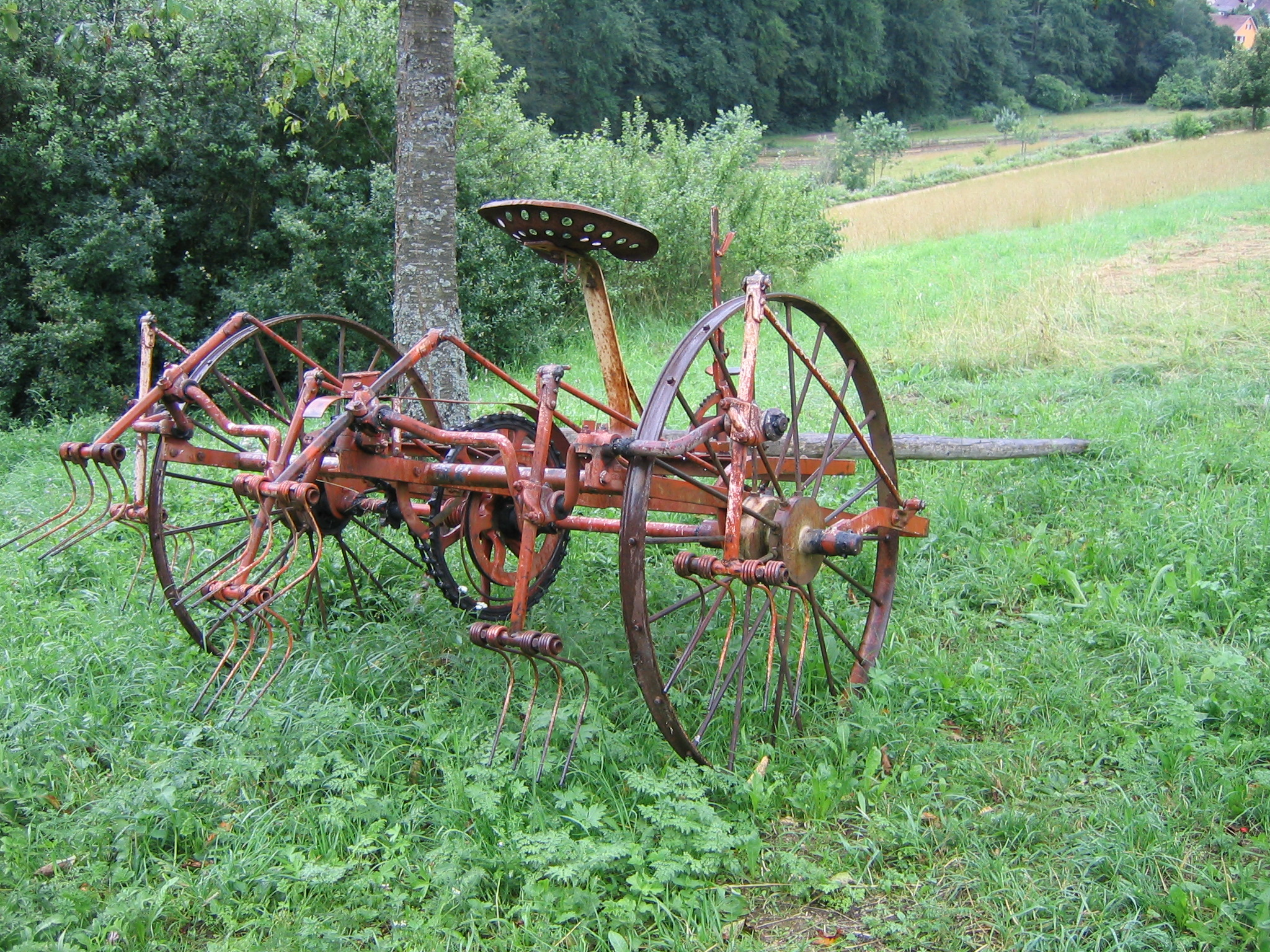
Pferdebetriebener Heuwender
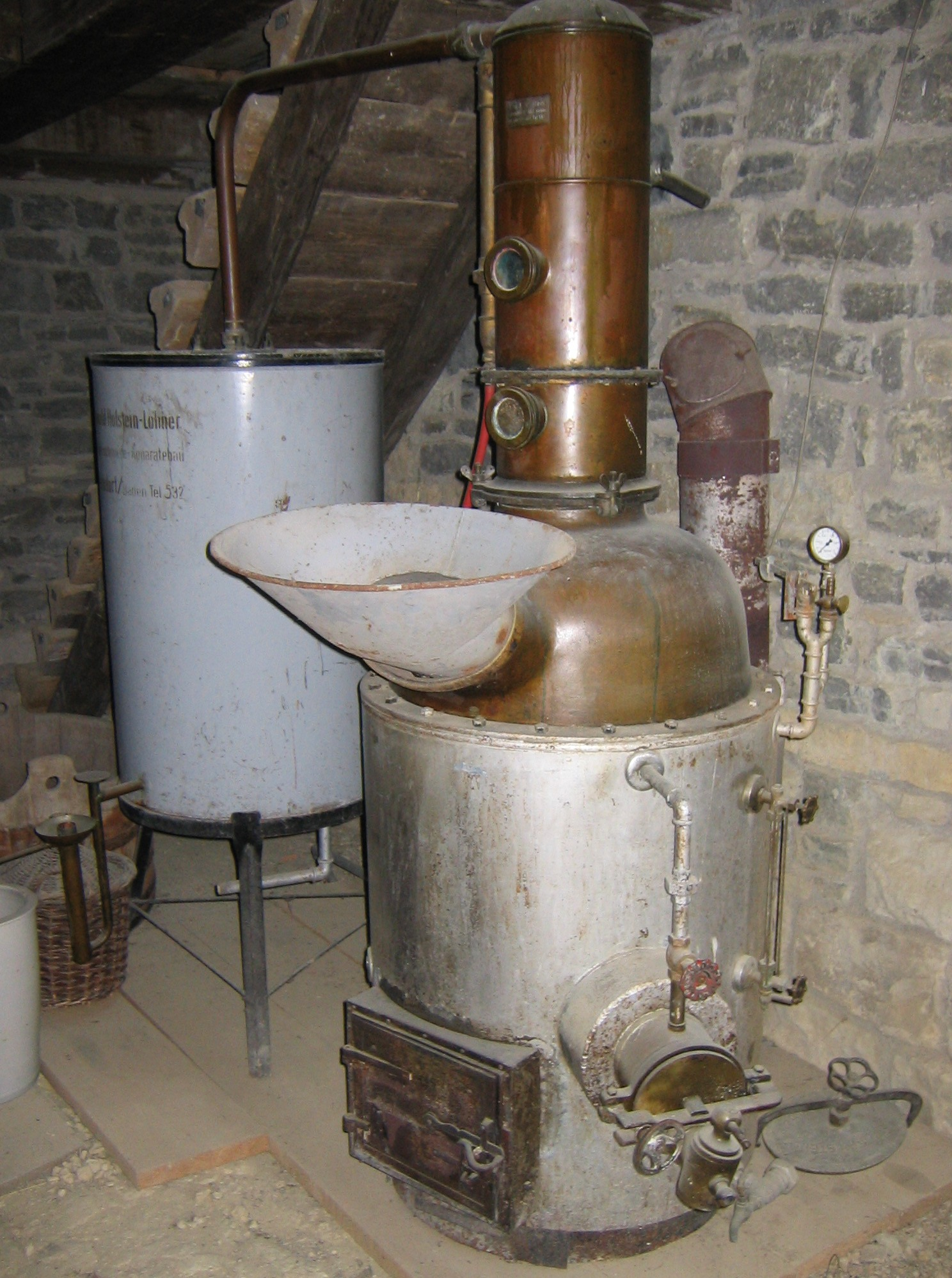
Schnapsbrennkessel
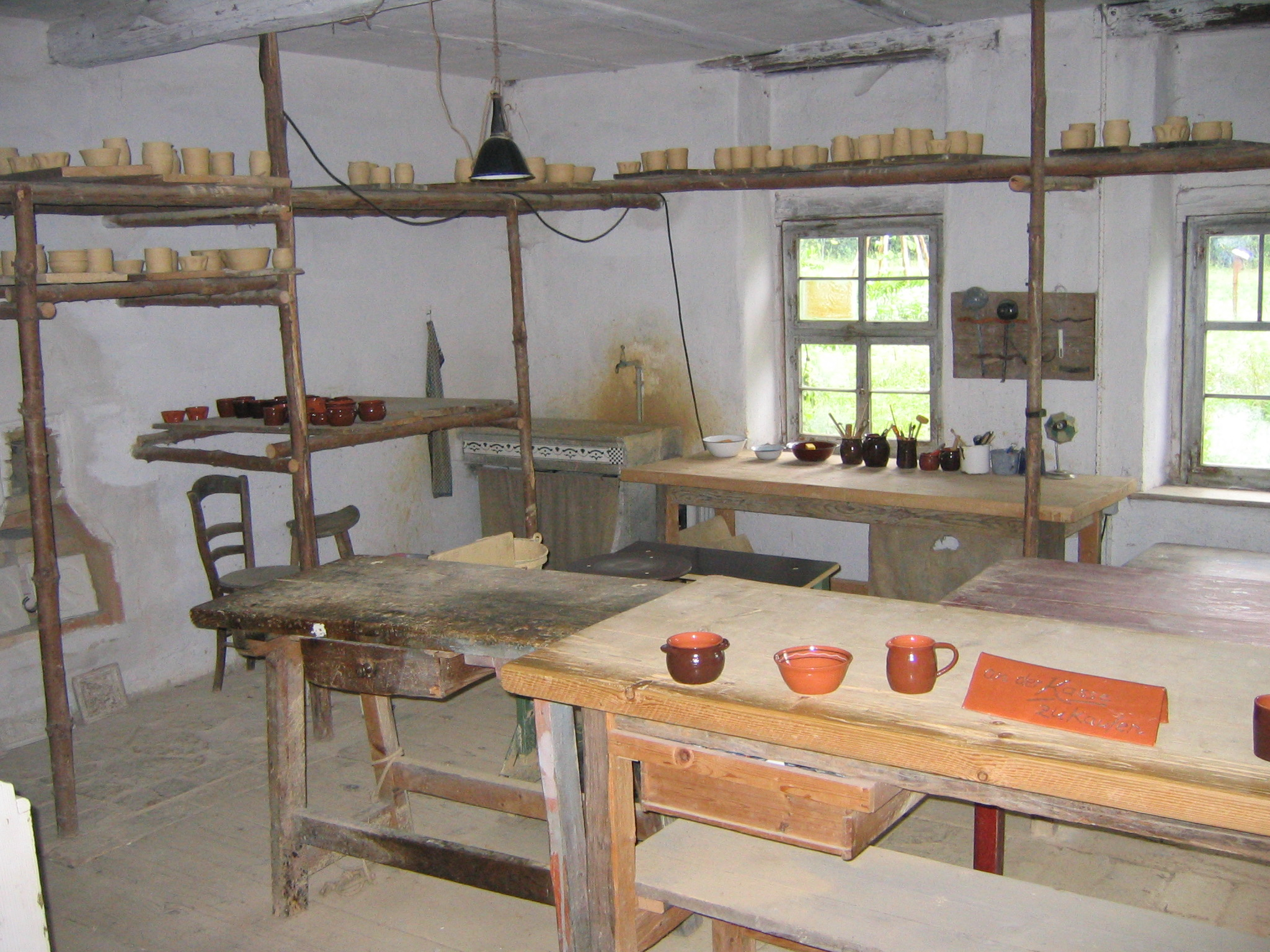
Töpferwerkstatt
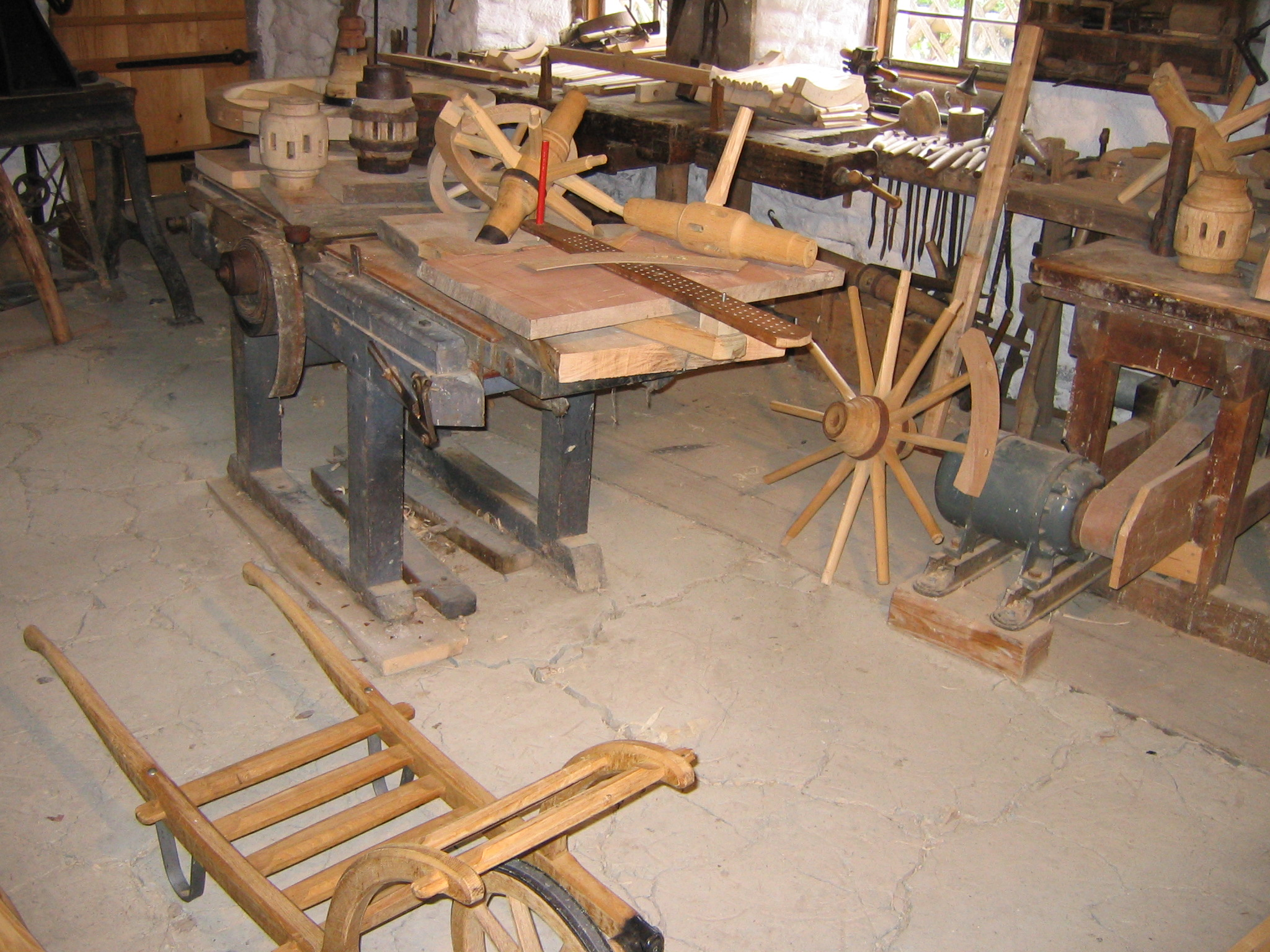
Wagnerwerkstatt
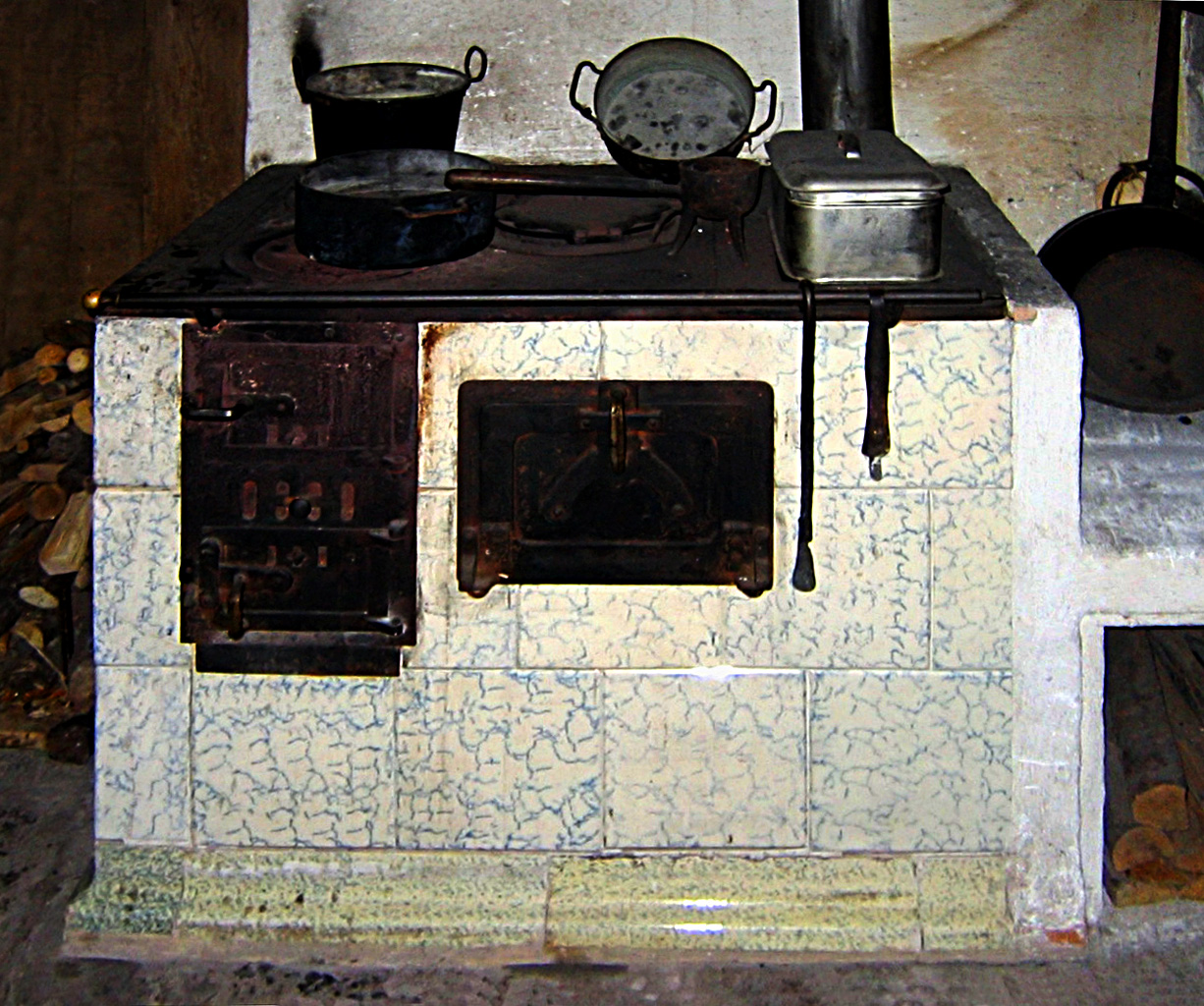
Holzherd

## Tiere und Pflanzen
Das Museum hält während der Museumssaison verschiedene Haus- und Nutztiere: Rinder, Esel, Schweine, Schafe, Ziegen, Hühner, Gänse und Stallhasen. Meist sind sie Nachkommen alter Haustierrassen wie Merinolandschafe, Vorderwälder-Rinder, Schwäbisch-Hällische Landschweine oder Bunte Deutsche Edelziegen. Auch mehrere Bienenvölker sind zu sehen.
Auf den Feldern werden alte Kulturpflanzen wie Flachs, alte Getreidesorten und Kartoffeln angebaut.
Eine Streuobstwiese im Museum zeigt mehr als 50 alte und regionale Obstsorten.

## Filmkulisse
2007 war der Farrenstall Filmkulisse für den Kinofilm Krabat.
Im Februar 2011 fanden Dreharbeiten zu Die Sterntaler, einer Verfilmung dieses Grimmschen Märchens für die ARD-Märchenreihe „Sechs auf einen Streich“, statt.
Vom 8. bis 15. August 2011 bildete in erster Linie der „Haldenhof“ aus Schonach die Kulisse für die australisch-englisch-deutsche Kinoproduktion Lore.

## Sonstiges
Im Zentrum des Geländes wurde eine für die Schwäbische Alb typische Hüle nachgebildet.
Ein Hanomag Garant (Baujahr 1938) und ein Mercedes 170 VA (Baujahr 1951) wurden beim Umsetzen des ehemaligen Kaufhauses Pfeiffer in Stetten am kalten Markt gefunden und dem Freilichtmuseum im April 2010 von einem Enkel Pfeiffers geschenkt.